# Eurhodope
Eurhodope is een geslacht van vlinders van de familie snuitmotten (Pyralidae), uit de onderfamilie Phycitinae.

## Soorten
- E. arenella Dufrane, 1955
- E. basella Shibuya, 1928
- E. bella Amsel, 1954
- E. cinerea (Staudinger, 1879)
- E. cirrigerella (Zincken, 1818)
- E. confusella (Walker, 1866)
- E. cruentella (Duponchel, 1843)
- E. holocapna Meyrick, 1932
- E. incensella (Staudinger, 1859)
- E. incompta (Zeller, 1847)
- E. infixella (Walker, 1866)
- E. karenkolla Shibuya, 1928
- E. kuninghitama Roesler & Kuppers, 1981
- E. mira Amsel, 1954
- E. monogrammos (Zeller, 1867)
- E. notulella (Ragonot, 1888)
- E. nyctosia Balinsky, 1991
- E. ohkunii Shibuya, 1928
- E. rosella (Scopoli, 1763)
- E. sielmannella Roesler, 1969
- E. xanthosperma Meyrick, 1934